# ビセンテ・カンポス
ホセ・ビセンテ・カンポス・カルノータ（Jose Vicente Campos Carnota, 1992年7月27日 - ）は、ベネズエラ・ラ・グアイラ州ラ・グアイラ出身のプロ野球選手（投手）。右投右打。現在はメキシカンリーグのプエブラ・パロッツ所属。
MLBではホセ・カンポスで登録されている。
ケルビム・エスコバー、アルシデス・エスコバー、エドウィン・エスコバーは、いずれも従兄弟である。

## 経歴

### プロ入りとマリナーズ傘下時代
2009年、シアトル・マリナーズと契約してプロ入り。ルーキー級ベネズエラン・サマーリーグ・マリナーズでプレー。
2010年もルーキー級ベネズエラン・サマーリーグ・マリナーズでプレー。
2011年はA-級エバレット・アクアソックスでプレー。

### ヤンキース傘下時代
2012年1月23日にヘスス・モンテロ、ヘクター・ノエシとのトレードで、マイケル・ピネダと共にニューヨーク・ヤンキースへ移籍した。この年はA級チャールストン・リバードッグスでプレー。
2013年もA級チャールストンでプレー。オフの11月20日にヤンキースとメジャー契約を結び、40人枠入りを果たした。
2014年3月13日にA+級タンパ・ヤンキースへ異動。4月25日にトミー・ジョン手術を受けた。この年は手術の影響で未登板に終わり、オフの12月2日にFAとなったが、15日にヤンキースとマイナー契約で再契約した。
2015年は前年の手術の影響で、シーズン序盤をリハビリに費やした。この年はA+級タンパでプレーし、11試合に先発登板して3勝7敗、防御率7.05、31奪三振を記録した。オフの11月4日にヤンキースとメジャー契約を結んだ。

### ダイヤモンドバックス時代
2016年7月31日にタイラー・クリッパードとのトレードで、アリゾナ・ダイヤモンドバックスへ移籍した。8月25日にメジャー初昇格を果たし、27日のシンシナティ・レッズ戦でメジャーデビュー。この年メジャーで登板したのは、この1試合だけだった。マイナーでは、ヤンキース傘下時代も含めてA+級からAAA級の計5チームに所属し、25試合に先発登板して防御率3.22、WHIP1.18という成績を残した。1シーズンで二桁勝利を記録したのは、これは初だった。

### エンゼルス傘下時代
2016年11月4日にウェイバー公示を経てロサンゼルス・エンゼルスへ移籍した。
2017年は傘下のA+級インランド・エンパイア・シックスティシクサーズとAAA級ソルトレイク・ビーズでプレーしていたが、9月5日にDFAとなり、10日に自由契約となった。

### 独立リーグ時代
2018年はともに独立リーグ・アトランティックリーグに所属するニューブリテン・ビーズとシュガーランド・スキーターズでプレーした。

### パイレーツ傘下時代
2019年1月30日にピッツバーグ・パイレーツとマイナー契約を結び、スプリングトレーニングに招待選手として参加することになった。6月21日に自由契約となった。

### メキシカンリーグ時代
2019年7月2日にメキシカンリーグのプエブラ・パロッツと契約した。7月24日に自由契約となった。

## 詳細情報

### 年度別投手成績
| 年 度    | 球 団    | 登 板 | 先 発 | 完 投 | 完 封 | 無 四 球 | 勝 利 | 敗 戦 | セ 丨 ブ | ホ 丨 ル ド | 勝 率 | 打 者 | 投 球 回 | 被 安 打 | 被 本 塁 打 | 与 四 球 | 敬 遠 | 与 死 球 | 奪 三 振 | 暴 投 | ボ 丨 ク | 失 点 | 自 責 点 | 防 御 率 | W H I P |
| -------- | -------- | ----- | ----- | ----- | ----- | -------- | ----- | ----- | -------- | ----------- | ----- | ----- | -------- | -------- | ----------- | -------- | ----- | -------- | -------- | ----- | -------- | ----- | -------- | -------- | ------- |
| 2016     | ARI      | 1     | 0     | 0     | 0     | 0        | 0     | 0     | 0        | 0           | ----  | 24    | 5.2      | 4        | 2           | 2        | 0     | 0        | 4        | 0     | 0        | 2     | 2        | 3.18     | 1.06    |
| MLB：1年 | MLB：1年 | 1     | 0     | 0     | 0     | 0        | 0     | 0     | 0        | 0           | ----  | 24    | 5.2      | 4        | 2           | 2        | 0     | 0        | 4        | 0     | 0        | 2     | 2        | 3.18     | 1.06    |

- 2020年度シーズン終了時

### 背番号
- 59（2016年）